# Francheville (Metropoli di Lione)
Francheville è un comune francese di 13 599 abitanti situato nella metropoli di Lione della regione Alvernia-Rodano-Alpi.

## Società

### Evoluzione demografica
Abitanti censiti

## Amministrazione

### Gemellaggi
- Hanau, dal 1972
- Loano, dal 1998